# Show Unit
Show Unit var en vandringsutställning som producerades av den statliga myndigheten Riksutställningar i två upplagor. Show Unit 1 och Show Unit 2 var kombinerade möbel- och visningsenheter för videokonst. Den första upplagan togs fram 2003 och var i bruk ett antal år framöver. Projektet Show Unit var ett av flera exempel på Riksutställningars satsning på så kallade flexibla utställningar.

## Bakgrund
Show Unit – ett mobilt rum för samtida videokonst var en del av Riksutställningars utveckling av olika format för utställningar i början av 1990-talet, när inriktningen för produktionen förändrades. Att prova olika utställningslösningar var en del del av ett utvecklingsarbete som hade pågått sedan starten för Riksutställningar som försöksverksamhet 1965. Under 1990-talet blev det statliga direktivet till Riksutställningar att producera färre men större och dyrare produktioner. En effekt av satsningen blev att många av Riksutställningars mindre utställningar försvann, bland annat så kallade skåputställningar. Det blev brist på lämpliga utställningar för bibliotek och liknande arrangörer och lokaler. Samtidigt diskuterades möjligheten att utveckla utställningar som snabbare kunde ställas om till dagsaktuella händelser och teman. Den fysiska formen för utställningarna skulle bli mer flexibel än tidigare. Samma utställning skulle kunna leva vidare genom att innehållet byttes ut eller uppdaterades. Show Unit var en sådan utställning genom sin relativt begränsade storlek och möjligheten att skifta de filmer som visades. 
Show Unit var specifikt resultatet av en diskussion kring hur Riksutställningar skulle förhålla sig till videokonst och de möjligheter som fanns att nå ut i landet med visningar av innehåll på videokassetter och dvd-skivor. Riksutställningar konstaterade att tillgången på konstnärliga yttringar på video var tillräcklig i Sveriges större städer, genom olika former av institutioner och gallerier. Däremot, noterades det, var ofta förhållandet det motsatta utanför storstäderna. På samma gång fanns en tvekan hos Riksutställningar att ge sig in i en distribution av videoprogram, eftersom det fanns farhågor att den typen av aktiviteter inte skulle beröra kärnverksamheten hos Riksutställningar, nämligen utveckling av utställningsmediet i sig. Det vill säga: det sätt på vilket innehåll ställs ut eller presenteras på en utställning, i montrar, på skärmar, eller liknande.

## Tema
Show Unit togs fram för att belysa konst i form av videofilm, som vid tidpunkten blev allt vanligare. Så här beskrev ett underlag till en förstudie målsättningen med utställningen:
Show Unit vill lyfta fram videomediet som ett öppet och föränderligt medium med stor uttryckskraft. Den ger möjlighet att nå ut till folk som annars inte kommer i kontakt med samtidskonst, både unga och gamla, genom att den är lätt att placera på olika slags platser och på så sätt själv söker upp sin publik.
På så vis skulle Show Unit nå en ny typ av utställningsbesökare, och ett större antal besökare, resonerade planeringsgruppen bakom projektet. Show Unit skulle också bidra till att bredda kunskapen om samtidskonst och bidra till att ge olika former av upplevelser av konst.

## Produktion
För Show Unit fanns en tydlig vision. Nyckelord var samtidskonst och video, liksom ett kompakt format och tillgänglighet. Ur förstudieunderlaget:
Rörlig bild har en viktig och självklar plats i samtidskonsten, och nya konstfilmer produceras i en aldrig sinande ström. Några av dessa kan fångas upp i en serie videoprogram. Show Unit bygger på en idé om en skön möbel där man möter spännande program med aktuell videokonst. Själva enheten består av en sittplats för två personer, hörlurar och en TV-monitor. Videofilmerna som visas i Show Unit ingår i en serie paket som förändras och förnyas över tiden. Varje paket är ca 30 minuter långt och innehåller ett urval videofilmer, och Show Unit kan rymma såväl svensk som internationell konst, ny som äldre. Att Show Unit är liten gör att den kan placeras överallt där det finns plats och folk – t ex på ett bibliotek, en skola, en arbetsplats eller ett museum.
Show Unit krävde i sin färdiga form en golvyta i storlek ungefär som en gammal ”amerikanare” (bil) – cirka 10 kvadratmeter. Det fanns några saker att tänka på när det gällde placeringen. Show Unit behövde ställas på en plats som gjorde att det gick att komma åt den från alla håll. Utställningslokalen behövde inte vara mörklagd men utställningen behövde ställas på en plats så att direkt ljus inte föll på bildskärmen. Belysningen kunde behöva släckas ovanför. En ”händig vaktmästare” behövdes också för att ta ansvar för att montera utställningsmöbeln.
Show Unit i nedpackat tillstånd bestod av totalt fyra lådor. Låda 1 och 2 vägde 102 kilogram och hade måtten 165 gånger 63 gånger 120 centimeter. Låda 3 vägde 233 kilogram med måtten 255 gånger 60 gånger 135 centimeter. Låda 4 vägde 96 kilogram och hade måtten 115 gånger 52 gånger 109 centimeter. Totalvikten för de fyra lådorna var 533 kilogram och totalvolymen för Show Unit på turné var 5,3 kubikmeter.
2007 beslutade sig Riksutställningar för att tillverka det som skulle bli Show Unit 2, som baserades på Show Unit 1 med vissa modifikationer. Ett avtal om tillverkning av Show Unit 2 skrevs under i april 2008.

### Filmerna iShow Unit 1
Enligt verksförteckningen för Show Unit planerades ursprungligen följande filmer/verk visas av följande konstnärer/upphovsmän. Beskrivningarna är citerade direkt ur verksförteckningen där filmerna var fördelade under tre rubriker.

#### En medierad värld – om erfarenheten att leva i en tid när tillvaron mer och mer upplevs genom media
1. Active Passive Passage Conversation, J. Tobias Anderson. Sverige, 2000, 2.04 minuter. Beskrivning: ”Animerad film som hämtar material och bilder från 50-talets Hollywoodfilmer. Här är scener som man tycker sig känna igen, men sammanhanget är förvirrande. Dialogen leder inte någon vart, den upprepar sig och kommunikationen verkar inte möjlig.”.
2. Sound Cut, Peter Geschwind. Sverige, 2002, loopad filmslinga. Beskrivning: ”En ’musikvideo’ som hämtar ljud och bild från hemmets allra mest vardagliga handgrepp, från ljud och rörelser bland städprylar och skåpluckor. Bilderna har redigerats in i en rytm (efter punkgruppen Dead Kennedys låt Too drunk too fuck). Humoristisk mekanisk balett. Vad är det som händer om och om igen, vem är det som styr?”.
3. Fastforward/Fastrewind, Stefan Otto. Sverige. Beskrivning: ”Ibland kan en bilfärd med musik ur stereon kännas som att vara med i en film. Stefan Ottos film skildrar ett landskap som glider förbi, vi ser landskap både i fönsterrutan och i backspegeln. Men filmen är skickligt manipulerad och strängt arrangerad, vad är framåt och vad är bakåt?”.
4. No Time to Fall, Maria Friberg. Sverige, 2001. Beskrivning: ”När Maria Friberg vistades en period i USA, konfronterades hon också med amerikansk TV och det inflytande TV har över människors liv. No Time to Fall har hämtat sitt material från TV-sändningen av Bushs första tal till folket sedan han tillträdde som president. Men hon har klippt bort allt han säger, kvar är bara pauserna, poserna mellan, när han ler och väntar in applåderna.”.
5. 27 km drawing, Lina Selander. Sverige, 8 minuter. Beskrivning: ”En svart bakgrund med vita linjer som löper horisontellt längs bildrutan och ibland samlar eller fördelar sig och blir fler. Till det hör ett vinande ljud. Det är en till synes abstrakt övning som påminner om tidig experimentell film. I själva verket har hon filmat telefonledningar, och menar att filmen är vemodig och lite banal: ibland möts linjerna och ibland skiljs de åt igen...”
6. Lady in Red, Lisa Strömbäck. Sverige/Danmark, 1996, 4 minuter. Beskrivning: ”Klassiker från 90-talets mitt. Konstnären städar lägenheten frenetiskt i högt uppskruvat tempo klädd i röd klänning till de smäktande tonerna av Lady in Red.”.[9]
7. Wear the bazooka, Petra Lindholm. Sverige, 2002 eller 2003. Beskrivning: ”Personlig bearbetning av sorg inför krig och konflikter i världen: nära genom TV men med svårigheter bortom vår fattningsförmåga. Petra Lindholm har använt eget inspelat material från Stockholms fyrverkerier på nyårsnatten och av torra landskap i Italien, hon har bearbetat materialet och skapat en ’krigsfilm’ av bilder från hennes egen erfarenhet.”.[10]

#### Maktstrukturer – hur maktstrukturer formas och upprätthålls
1. Untitled, Ulf Rollof. Sverige, 1999, 1 minut loopad filmslinga. Beskrivning: ”En man i uniform, kanske polis i något annat land, står i en folkmassa och fingrar rastlöst på hölstret till sin pistol. Samma sak upprepas i en loop gång på gång, ett nervöst spänt tillstånd utan början och slut.”.
2. Trembling Time, Yael Bartana. Israel, 2001, 6.20 minuter. Yael Bartanas beskrivning: ”Trembling Time är filmad i Tel-Aviv från en bro över en motorväg på Soldiers Memorial Day. Den skildrar stunden av stillhet som iakttas i trafiken då en siren ljuder över hela landet. Staten organiserar minnesdagar, ceremonier och militära händelser som definierar traditionen och formar nationell identitet. Det är kraftfulla och därför farliga fenomen som förevigar lojalitetsmönster och okunnighet. Jag är intresserad av statens krafter som föreskriver ett trossystem, och hur individen ansluter sig till det.”.
3. I am a revolutionary, Carey Young. England. Beskrivning: ”Carey Young, klädd i kostym och placerad i tjusig kontorsmiljö, har bett en coach om hjälp att säga orden ”I am a revolutionary” på ett övertygande sätt inför filmkameran. Det är inte lätt att få det rätt, och hon får pröva om och om igen. Hon arbetar i sin konst med frågor om globalisering och ekonomi, framför allt den retorik och de strategier som man i politiska och ekonomiska sammanhang använder för att nå resultat.”.
4. Vänd rätt upp, Pernilla Zetterman. Sverige, 2002. Beskrivning, sekvens ur Vänd rätt upp: ”Flickor på käpphästar utför disciplinerade övningar runt en manege: hästtjejer som systematiskt leker och utövar kontroll. Du måste planera vägen! Räta upp dig, sitt rakt... ÖKA DRIVNINGEN. Sitt tungt, tungt, TUNGT! Vi fortsätter tills det blir bra, inte förrän det blir bra får du ta av dig stigbyglarna. Det är inte lätt, men det går om du kämpar och har lite vilja! Luta dig tillbaka och tryck fram. Du orkar mer än vad du tror! Vänd rätt upp! Håll igång! Det är du som bestämmer var han ska gå...”.
5. Rote Zora, Oliver Ressler. Österrike, 2000, 28 minuter. Beskrivning: ”Rote Zora var en revolutionär, feministisk rörelse på 80-talet i Västtyskland som genom militant motstånd ville göra upp med allt förtryck. Man beslöt att göra militant motstånd mot systemet därför att man uppfattade den politiska situationen så allvarlig därför att de förtryckande maktstrukturerna var lagliga, och det enda sättet att göra detta synligt var genom att bjuda motstånd. Oliver Ressler är dokumentärfilmare och konstnär som skildrar aktivism och politiskt motstånd genom intervjuer. Filmerna ger en bild av aktivister där de framstår som mer eftertänksamma och seriösa än de stereotypa skildringar från demonstrationer och aktioner som annars presenteras i media.”.[11]
6. Emblem, Cecilia Lundqvist. Sverige, 2.27 minuter. Beskrivning: ”Animerad film. En kvinna klädd i baddräkt och vita strumpor gör gymnastiska rörelser, iakttagen av en man klädd i kostym. Kvinnan har flera blåmärken, mer eller mindre synliga. Bilderna åtföljs av en dialog mellan en man och en kvinna. Det monotona och repetitiva i såväl bild som ljud, ger en känsla av instängdhet. Betraktaren anar att våld utspelas inom hemmets väggar, men om skadorna är åsamkade av kvinnan själv eller inte beror på hur man tolkar filmen. Filmen vill visa en maktkamp utan slut som blivit en vardaglig rutin, i det här fallet mellan en man och en kvinna.”.[12]

#### Drömmar/Samhälle – om ur personliga drömmar och ideal konfronterar en social situation
1. Crazy girls, Jesper Nordahl. Sverige, 8.25 minuter. Beskrivning: ”Dokumentär om en tjejgrupp (11-årsåldern) i Lettland som dansar till Britney Spears och liknande musik. De skulle lika gärna kunna vara svenska, de delar samma ideal som jämnåriga tjejer i Sverige, men bakgrunden, de lokaler och bostadsområden som de rör sig i berättar en annan historia. Jesper Nordahl låter motivet styra berättelse, hans filmteknik är medvetet enkel med handkamera och en anspråkslös estetik.”.
2. Karaoke, Nomeda och Gediminas Urbonas. Litauen. Beskrivning: ”Bankpersonalen på en litauisk bank sjunger Abbas låt Money money money. De gör det engagerat och duktigt, alla ser fina ut, texten och musiken är medryckande. Dagen efter inspelningen köptes banken upp av en utländsk bank.
3. 33 min, Lene Berg. Sverige/Norge. Beskrivning: ”En ung boxare skildras: uppladdning, match, besvikelsen efteråt. Man framför allt det stöd han får av sin coach. Våldet i boxningen står i skarp kontrast till all den andra fysiska beröringen i form av massage, vänliga klappar i ryggen och mer ömhet än man väntat sig i en ”boxningsfilm”. Vackert foto.”.
4. Okänd titel, Louloy Cherinet. Sverige. Beskrivning: ”Eventuellt en intervju med en kvinna i Kairo om hennes förhoppningar och tankar om framtiden.
5. Om jag kunde tala svenska, Esra Ersen. Turkiet. Beskrivning: ”Elever som studerar svenska för invandrare har på sitt hemlands språk skrivit ner vad de skulle vilja säga om de kunde tala svenska. Texten har översatts till svenska, och vi får se se dem läsa texten mödosamt – hela tiden medan deras lärare välmenande rättar uttalet.
6. In search of an Allison, Sikay Tang. Hongkong/USA, 1992, 17 minuter. Beskrivning: ”Genom ett barndomsminne av en önskan om att vara någon annan, sminkar sig en ung kvinna för att förbättra sitt utseende. Eller försöker hon dölja/förändra sina kinesiska drag? Hon överträder gränserna i den koloniala staden (Hongkong), och imiterar ”skönhet” som ett sätt att skaffa sig makt.”.[12]

### ProduktionsgruppenShow Unit 1
- Projektledare: Anna Livion-Ingvarsson.
- Utställningskoordinator: Mathias Strömer.
- Ansvarig tekniker: Kalle Jönsson.[13]
- Designer: Jonas Runberger

## Turné
Show Unit 1 turnerade i Sverige med start 2003. Här nedan följer de orter som besöktes fram till 2006.

### 2003
- Mörbylånga, 20/11-21/12.[15]

### 2004
- Skutskär 5/1-1/2.
- Örebro, Örebro universitetsbibliotek 4/2-29/2.
- Limhamn, Sveriges konstföreningar 18/2-20/2.
- Gislaved, Gislaveds bibliotek 3/3-28/3.
- Sveg, Härjedalens bibliotek 1/4-2/5.
- Katrineholm, Kulturhuset Ängeln 6/5-6/6.
- Svenstavik, Svenstaviks bibliotek 2/9-3/10.
- Åre 9/10-4/11.
- Luleå, Konstens hus 13/11-12/12.[16]

### 2005
- Karlstad, Värmlands konstförening 18/2-31/3.
- Skellefteå, Museum Anna Nordlander 4/4-21/4.
- Bodafors, Bodafors konstförening 25/4-22/5.
- Varberg, Varberg lasaretts konstförening respektive Varbergs kommunanställdas konstförening 23/5-19/6 respektive 22/8-11/9.
- Arjeplog, Arjeplog konstförening 12/9-9/10.
- Nässjö, Nässjö konstförening 10/10-13/11.
- Strömsund, Strömsunds konstförening 14/11-11/12.[17]

### 2006
- Solna, SF Bios konstförening, AB Svensk Filmindustri 16/1-5/2.
- Dals Långed, Steneby kulturförening 6/2-12/3.
- Piteå, Piteå konstförening 20/3-9/4.
- Karlshamn, Karlshamns konstförening/Biblioteket 10/4-7/5.
- Karlskrona, Konstföreningen Bildad 8/5, 4/6.
- Lund, Konstföreningen Art@Axis 5/6-2/7.
- Ödsmål, Wågermanska konsthallen 3/7-6/8.
- Stenungsund, Kulturhuset Fregatten 14/8-17/9.
- Alingsås, Alla Prima/Alingsås kulturhus 2/10-5/11.
- Nödinge, Ale kommunala konstförening 6/11-10/12.[18]

## Reaktioner
Webben 7, 2010-03-13 :
Tag plats i videomöbeln Show Unit och låt dig förtrollas av animerade kortfilmer. Med start på tisdag, 16 mars, visas konstfilm under fem dagar på Arkenbiblioteket. 23 svenska konstnärer står bakom de 28 animerade kortfilmerna som ingår i filmutställningen Animationsinvasion, producerad av Riksutställningar. På ett gränslöst och experimenterande sätt har konstnärerna inspireras av populärkultur som film, dataspel och musikvideo. Filmskaparna har använt sig av olika animations- och berättarteknik. Här finns dokumentärer och mer subtila, poetiska och absurda uttryck. Det jag tycker är roligt är att filmerna är så korta, ger man sig bara lite tid så får man ganska många olika saker med sig, säger Maria Lagerborg på Scenkonstbolaget Film, som samarrangerar Animationsinvasion med Arkenbiblioteket. Filmerna, som är mellan 1 och 15 minuter långa, har delats in i tre program på cirka 45 minuter var. Utställningen turnerar till skolor, kulturhus och andra offentliga platser där de visas i en specialbyggd videomöbel, som finns på Arkenbiblioteket från 16 till 21 mars. Det här är en fantastisk möjlighet att få se en massa olika sorters uttryck inom animation.
Ölandsbladet, 2011-12-30:
/.../På Folkhögskolan i Ölands Skogsby ställdes i november ut en vandringsutställning av samtida videokonst – Show Unit – producerad av Riksutställningar. Det var en gedigen samling av 17 svenska och utländska konstnärer som medverkade som, tillsammans med det lokala projektet Konstvideon har landat. Vernissagekvällens föreläsare var Elisabeth Haglund, chef för Borås konstmuseum, som är en av våra främsta experter vad det gäller videokonst./.../

## Ekonomi
Produktionsbudgeten för Show Unit 2003 beräknades till 181 000 kronor. Budgeten för turné till två orter 2003 beräknades till 83 000 kronor. Budgeten för turné till 7 orter 2004 beräknades till 130 000 kronor.
De lokala utställarna betalade 5 000 kronor i grundhyra för att få ställa ut Show Unit under en period på 4 veckor, plus kostnaden för transport till nästa visningsort.